# Histoire des universités à Clermont-Ferrand
L'histoire des universités à Clermont-Ferrand débute avec l’université de Clermont-Ferrand qui existe de 1808 à 1815, puis de 1896 à 1976. Elle est scindée en deux entre 1976 et 2016 : Clermont-Ferrand I « université d'Auvergne » (essentiellement le droit et la médecine) et Clermont-Ferrand II « université Blaise-Pascal » (essentiellement les lettres et les sciences). En 2017, est créée l'université Clermont-Auvergne.

## Histoire

### L'université sous l'Ancien Régime
Une première université existait entre le XIIe siècle et la fin du XVe siècle à Billom, près de Clermont, comptant jusqu'à 2 000 étudiants. Au début du XVIe siècle, l'évêque de Clermont Thomas Duprat installe une université à Issoire. 
Le Roi institue l'université en février 1519, mais à la suite des protestations de Charles III de Bourbon et de l'université de Paris, elle est fermée en 1520. En 1681, le Roi autorise la création d'un collège de médecine à Clermont mais il s'agit seulement d'un corps professionnel sans rapport avec une université puisqu'il ne dispense pas d'enseignement et ne délivre pas de diplôme.

### L'université auxXIXeetXXesiècles

#### XIXesiècle
Une école de médecine est fondée en 1807 dans l'Hôtel-Dieu et devient école secondaire de médecine en 1820. Elle subsiste en se réformant à plusieurs reprises jusqu'à sa transformation en faculté en 1954. Une académie et une première université sont créées en 1808 par le Premier Empire, mais l'université se limite à une faculté de lettres, inaugurée en mai 1810 dans l'hôpital des Charitains (démoli en 1906). L'université est supprimée à la Restauration en septembre 1815. Il n'existe pas d'université en France durant cette période, en dehors de l'Université de France[à vérifier]. Il faut attendre 1854 pour que soient créées une faculté de lettres et une faculté de sciences dans le cadre de la réorganisation nationale de l'enseignement supérieur qui met en place des facultés dans tous les chefs-lieux de rectorat. La faculté des sciences a 4 professeurs à sa création dont Hector Aubergier, son premier doyen, et Henri Lecoq. 
En 1896, la loi Liard recrée les universités en scindant l'Université unique qui avait été recréée en 1806 par Napoléon Ier. Dans ce cadre, les députés décident que sera créée une université dans chaque ville possédant 2 facultés ce qui est le cas de Clermont-Ferrand. L'université de Clermont-Ferrand regroupe les deux facultés existantes et l'école de médecine.

#### XXesiècle
Pendant la Seconde Guerre mondiale, l'université de Clermont-Ferrand accueille à partir du 22 novembre 1939 les étudiants et les professeurs de l'université de Strasbourg qui a reçu l'ordre des autorités française de se replier dans le Massif central face aux menaces d'invasion de la France par l'Allemagne nazie. Parmi les personnalités universitaires strasbourgeoises figurent notamment Marc Bloch, Jean Cavaillès et Claude Wolff.
La Bibliothèque nationale et universitaire de Strasbourg (BNU) transfère également ses collections et son personnel au siège de l'université à Clermont-Ferrand, situé avenue Vercingétorix, ou à travers le Puy-de-Dôme : les livres sont répartis entre le château de Cordès (commune d'Orcival), celui des Quayres (Laps) et celui de Theix (Saint-Genès-Champanelle), ainsi qu'à Châteaugay et Pont-du-Château. Parmi ces bibliothécaires figurent Ernest Wickersheimer, Marie Kuhlmann, Édith Bernardin et Serge Fischer. Soupçonné d'avoir rejoint la Résistance, ce dernier est arrêté dans la Bibliothèque universitaire Lafayette par les autorités allemandes le 4 novembre 1943 puis déporté à Buchenwald quelques semaines plus tard.
Les professeurs et les étudiants strasbourgeois sont également durement touchés par plusieurs rafles : 37 étudiants sont arrêtés dans la nuit du 24 au 25 juin 1943, deux autres le lendemain avant d'être envoyés vers des camps de concentration. Quelques mois plus tard se déroule la rafle du 25 novembre 1943 : les bâtiments de l'université de Clermont-Ferrand sont encerclés par la Gestapo, avec l'ordre d'arrêter les doyens, les étudiants étrangers et ceux originaires d'Alsace-Lorraine pouvant avoir un lien avec la Résistance. Près de 50 étudiants et professeurs sont arrêtés, et Paul Collomp, un professeur de la faculté de lettres, est même abattu d'un coup de feu.

### 1976-2016: deux universités

#### Scission de l'université de Clermont-Ferrand
De fortes divergences, notamment politiques, sont intervenues dans l'application de la réforme de 1969 (loi Faure) mais ce n'est qu'en 1976 que l'université clermontoise unique s'est scindée en deux établissements distincts, l’université Clermont-Ferrand II récupérant les lettres, les sciences humaines ainsi que les sciences exactes, les sciences naturelles et la technologie, l'université Clermont-Ferrand I conservant quant à elle le droit, l'économie, la médecine et un IUT. L'université Clermont II a ensuite[Quand ?] pris le nom de Blaise Pascal en l'honneur du savant clermontois, et Clermont I celui d'Université d'Auvergne.
Après la scission, les relations entre les deux universités ont été timides voire inexistantes. En 2000, l’université d’Auvergne compte 11 698 étudiants et l’université Blaise-Pascal 15 182.

#### Rapprochement des deux universités, création du PRES Clermont Université

Logo du pôle de recherche et d'enseignement supérieur Clermont Université en 2009.

Au cours des années 2000 les deux établissements se sont sensiblement rapprochés, collaborant sur quelques formations. En mai 2008 le pôle de recherche et d'enseignement supérieur Clermont Université regroupe l'université d'Auvergne, l'université Blaise-Pascal l'École nationale d'ingénieurs des travaux agricoles de Clermont-Ferrand (ENITA), l'École nationale supérieure de chimie de Clermont-Ferrand (ENSCCF) et l'Institut français de mécanique avancée (IFMA), pour assurer la visibilité et l'attractivité du site universitaire clermontois à l'échelle internationale. Ce regroupement devait aboutir à un établissement unique mais après la loi relative à l'enseignement supérieur et à la recherche de 2013, empêchant la fusion sous forme de Grand établissement, il est décidé de fusionner les universités d’une part et les écoles d’ingénieurs d’autre part. Le PRES est donc dissous en 2014 et remplacé par une association d’établissement autour d’une université unique prébue.

## Université Clermont-Auvergne (depuis 2017)
La fusion des deux universités est engagée en 2013 et l'université Clermont-Auvergne est créée au 1er janvier 2017 par le décret no 2016-1217 du 13 septembre 2016, paru au Journal officiel du 15 septembre 2016,. Le recteur de l'académie de Clermont-Ferrand a désigné Claude Jameux, professeur de sciences de gestion à l'université de Savoie, comme administrateur provisoire (l'administrateur provisoire exercera les compétences attribuées au président d'université jusqu'à l'élection du président de la nouvelle université).

## Personnalités liées à l'université de Clermont-Ferrand (jusqu'en 1976)
Cette section concerne les personnalités liées à l'université de Clermont-Ferrand jusqu'à sa scission de 1976. Voir aussi les personnalités liées aux universités Blaise-Pascal, d'Auvergne et Clermont-Auvergne.
- Henri Lecoq (1802-1871)
- Hector Aubergier (1810-1884)
- Émile Alluard (1815-1908)
- Louis Pasteur (1822-1895)[b]
- Emmanuel des Essarts (1839-1909), professeur de littérature française.
- Georges Desdevises Du Dézert (1854-1942), historien, doyen de la faculté des lettres.
- Auguste Audollent (1864-1943), latiniste, doyen de la faculté des lettres, membre de l'Institut.
- Philippe Glangeaud (1866-1930)
- Bernard Brunhes (1867-1910)
- Louis Bréhier (1868-1851), professeur d'histoire de 1903 à 1938.
- Léon Boutry (1880-1915), maître de conférences en géographie de 1911 à 1915, mort pour la France.
- André Bossuat (1892-1967), historien médiéviste.
- Jean Cavaillès (1903-1944), maître de conférences en 1941.
- Louis Glangeaud (1903-1986)
- Georges Canguilhem (1904-1995), maître de conférences de 1941 à 1944.
- Guy Raynaud de Lage (1905-1993), professeur de langue et littérature françaises du Moyen Âge.
- Chen Xuezhao (1906-1991)
- Jacques Droz (1909-1998), historien, doyen de la faculté des lettres.
- Albert Soboul (1914-1982), historien.
- Francis Vian (1917-2008), helléniste, doyen de la faculté des lettres.
- Jules Vuillemin (1920-2001), professeur puis directeur du département de philosophie de 1950 à 1962.
- Roger Quilliot (1925-1998), professeur de littérature française, maire de Clermont-Ferrand, ministre.
- Paul Viallaneix (1925-2018), professeur de littérature française.
- Michel Foucault (1926-1984), maître de conférences en psychologie en 1960.
- Michel Serres (1930-2019), professeur de philosophie de 1958 à 1968.
- Jean Didier (1932-2013)
- Jacques Kornprobst (1937-)